# 卡斯特縣 (內布拉斯加州)
卡斯特縣（英語：Custer County）是美國內布拉斯加州中部的一個縣。面積6,672平方公里。根據美國2000年人口普查，共有人口11,793人。縣治布羅肯鮑 (Broken Bow)。
成立於1877年。縣名紀念南北戰爭騎兵司令喬治·亞姆斯特朗·卡斯特。